# YABステーションEYE
『YABステーションEYE』（ワイエイビーステーションアイ）は、1993年10月2日から1997年9月28日まで山口朝日放送が週末夕方に4年間生放送されていたローカルワイドニュース番組である（=『ステーションEYE』の山口県ローカルパート）。

## 番組概要
- 山口朝日放送開局前の1993年9月26日（日曜日）のサービス放送開始に仮放送をした後、10月1日の開局とともにレギュラー放送を開始した。
- 本番組は、テレビ朝日発の『ステーションEYE ANN』を放送して全国ネットワークニュースとスポーツニュースを伝えた後、CMを挿んで山口県内のローカルニュースを伝えていた。
- また、『YAB天気予報』を内包していた。
- 番組は基本的に土曜・日曜の17:30 - 18:00に放送されていたが、重大事件の発生時には平日17時台に放送されることがあった。
- その際には、当時平日17時台に編成されていた『5時からワイド』は18:30からの放送になり、18:30からのテレビアニメは放送休止にされていた。
- 番組の終了後、替わって後継番組の『ANN YABスーパーJチャンネル』がスタートした。

## 放送時間
| 期間      | 期間      | 放送時間（JST）        | 放送時間（JST）        |
| 期間      | 期間      | 土曜日・日曜日         |                        |
| --------- | --------- | ---------------------- | ---------------------- |
| 1993.9.26 | 1997.9.28 | 17:30 - 18:00 （30分） | 17:30 - 18:00 （30分） |

## キャスター
担当者は全員山口朝日放送のアナウンサーで、シフト勤務で出演。
- 永岡俊哉
- 須河内雅子
- 松尾美和
- 三好康代
- 阿曽孝子
- 井川弘宜
- 佐野正法
- 田上宏
- 藤田理恵